# Megalodontesidae
Megalodontesidae är en familj av steklar som beskrevs av Friedrich Wilhelm Konow 1897. Megalodontesidae ingår i ordningen steklar, klassen egentliga insekter, fylumet leddjur och riket djur.
Familjen innehåller bara släktet Megalodontes.